# Rahmersee
Der Rahmer See – auch Rahmersee geschrieben (historische Schreibweise Ramer See) – liegt im Gemeindegebiet Wandlitz in Brandenburg. Er ist ein Teil des Biesenthal-Wandlitz-Prendener Seengebietes, das etwa 30 große und kleinere Seen umfasst. Bekannt wurde der See durch eine an seinem Südufer in den 1920er Jahren errichtete Künstlerkolonie. Der See befindet sich im Privatbesitz einer Fischerfamilie.

## Entstehung, Beschreibung und Lage

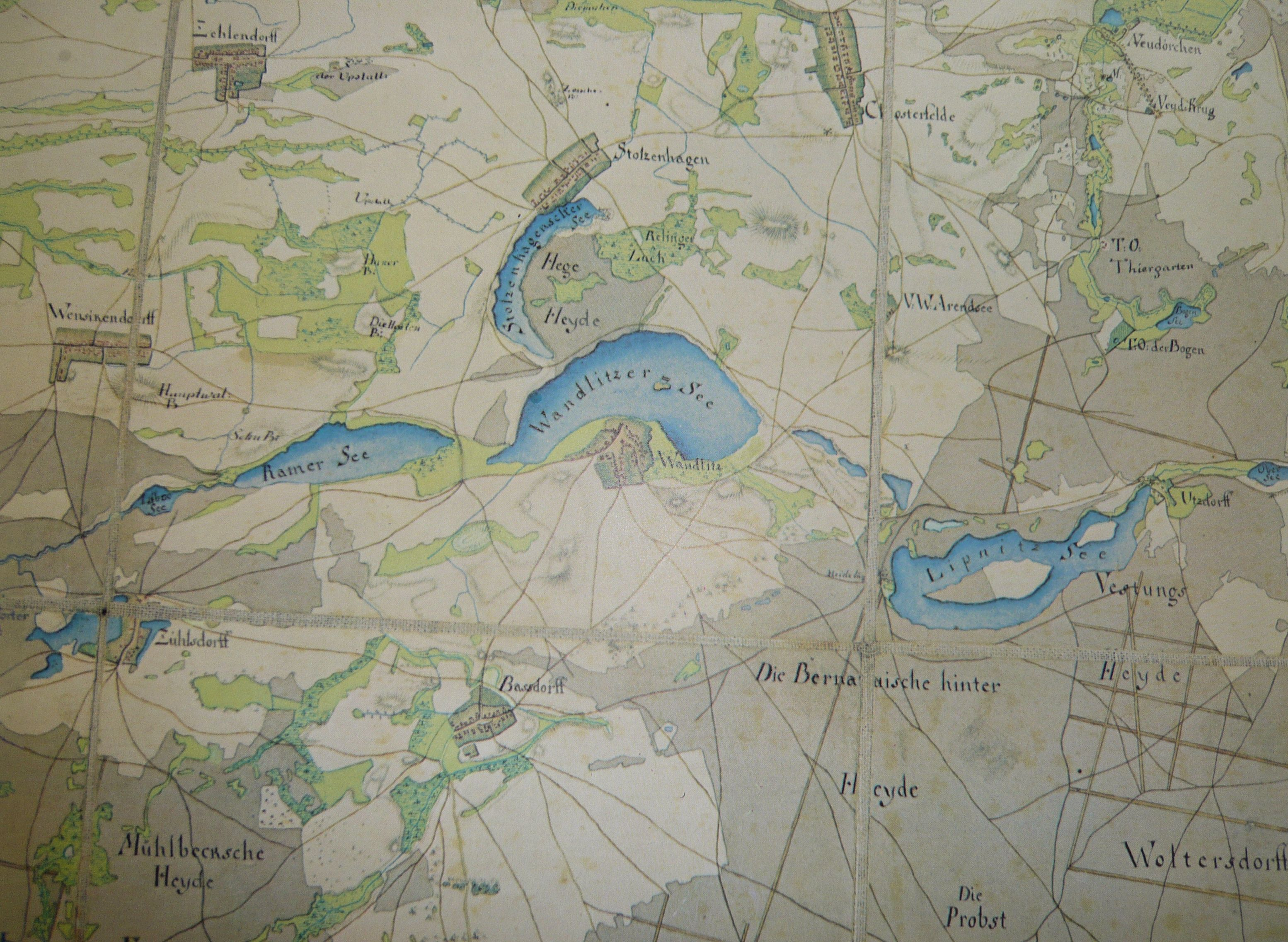
Ramer See auf einer Karte des Jahres 1774

Der Grundmoränensee ist ein Relikt der Weichseleiszeit, der sich zusammen mit dem Lubowsee, dem Wandlitzer See, dem Liepnitzsee sowie der Kombination Obersee – Hellsee gebildet hat. Vor allem sein Nordwestufer wird von stärker aufragenden Endmoränen begrenzt. 
Im Zusammenhang mit der Geschichte von Wensickendorf und dessen Umgebung wird berichtet, dass es an diesem See schon frühe Siedler gab und das Gewässer in Dokumenten des Mittelalters See Rademer genannt wurde. Der Name leitet sich wahrscheinlich von einem slawischen Personennamen *Radomer ab.
Das Flüsschen Briese verbindet den etwas höher gelegenen Wandlitzer See mit dem Rahmersee, der über die Briese wiederum mit dem Lubowsee verbunden ist.
Der See ist in Ost-West-Richtung etwa 2 Kilometer lang und misst an seiner breitesten Stelle, einer größeren Bucht etwa in der Mitte, rund 540 Meter. 
Der Rahmer See wird tangiert vom Ortsteil Zühlsdorf (Gemeinde Mühlenbecker Land) im Südwesten sowie den Wandlitzer Ortsteilen Wandlitz im Südosten und Stolzenhagen im Nordbereich. Der Siedlungsteil im Nordwestbereich gehört zu Wensickendorf und damit zur Stadt Oranienburg.

## Flora und Fauna
Außer den im Märkischen weit verbreiteten Kiefern, Buchen und Eichen sind am Seeufer in den Feuchtbiotopen auch Erlen, Sonnentau, Fettkraut und Rosmarinheide anzutreffen. Im Flachwasserbereich haben sich Binsen, Schilf und Rohrkolben angesiedelt. Dieser relativ undurchdringliche Bewuchs bildet die Lebensgrundlage für Insekten, Schmetterlinge und Singvögel sowie Wasservögel und Amphibien.
Im See fühlen sich Hechte, Karpfen, Schleie, Aale, Rotfedern heimisch. Gelegentlich sind auch bereits Zander gefangen und Krebse beobachtet worden. Weil es ein im Privatbesitz befindlicher See ist, trägt er keine Nummer des Deutschen Anglerverbandes, sondern einfach die unter Anglern verwendete Nummerierung 1435.

## Uferbereiche und Umgebung

### Gasthaus
Die Uferregionen des Rahmer Sees sind in Teilen bebaut, es gibt keinen durchgängigen Uferwanderweg. Die nicht erschlossenen Bereiche sind hügelig oder morastig. 

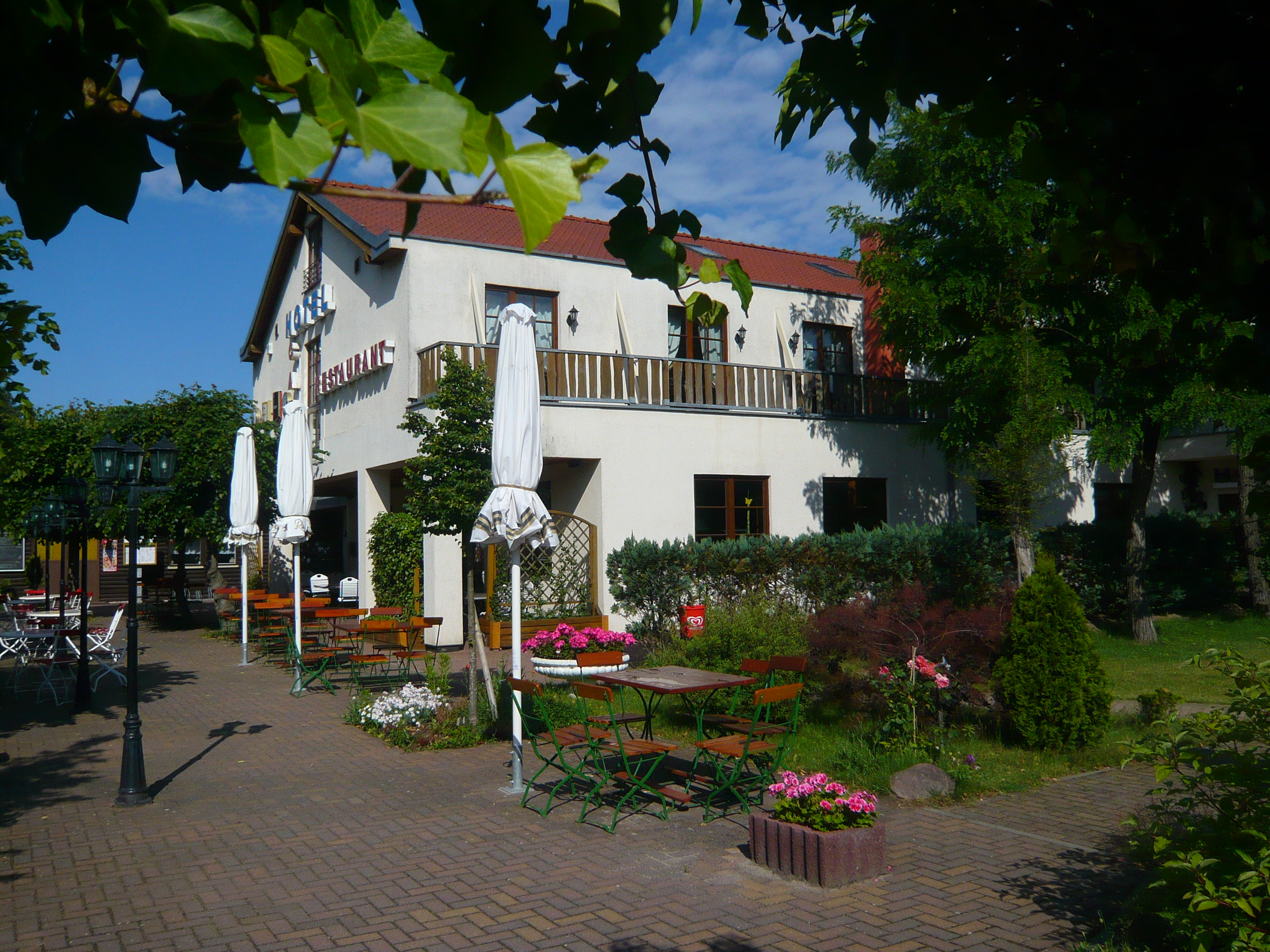
Hotel und Gaststätte „Zur Waldschänke“

Am bekanntesten ist das in der Nähe des Südufers an der Straße errichtete Hotel und Gasthaus Zur Waldschänke, das in den 1960er Jahren als Restaurant Waldschänke eröffnet wurde. 
Der gewählte Name wird in der rustikalen Ausstattung mit Jagdtrophäen verdeutlicht und ebenso mit der deftigen Brandenburger Küche.
Nach 1990 erwarb es ein Privatmann, der es zu einem Hotel ausbauen ließ und die Gastronomieangebote erweiterte. Im Jahresverlauf gibt es verschiedene Kulturveranstaltungen wie Feiern zum Frauentag oder zum Kindertag sowie saisonale kulinarische Abende.

### Wohnsiedlungen

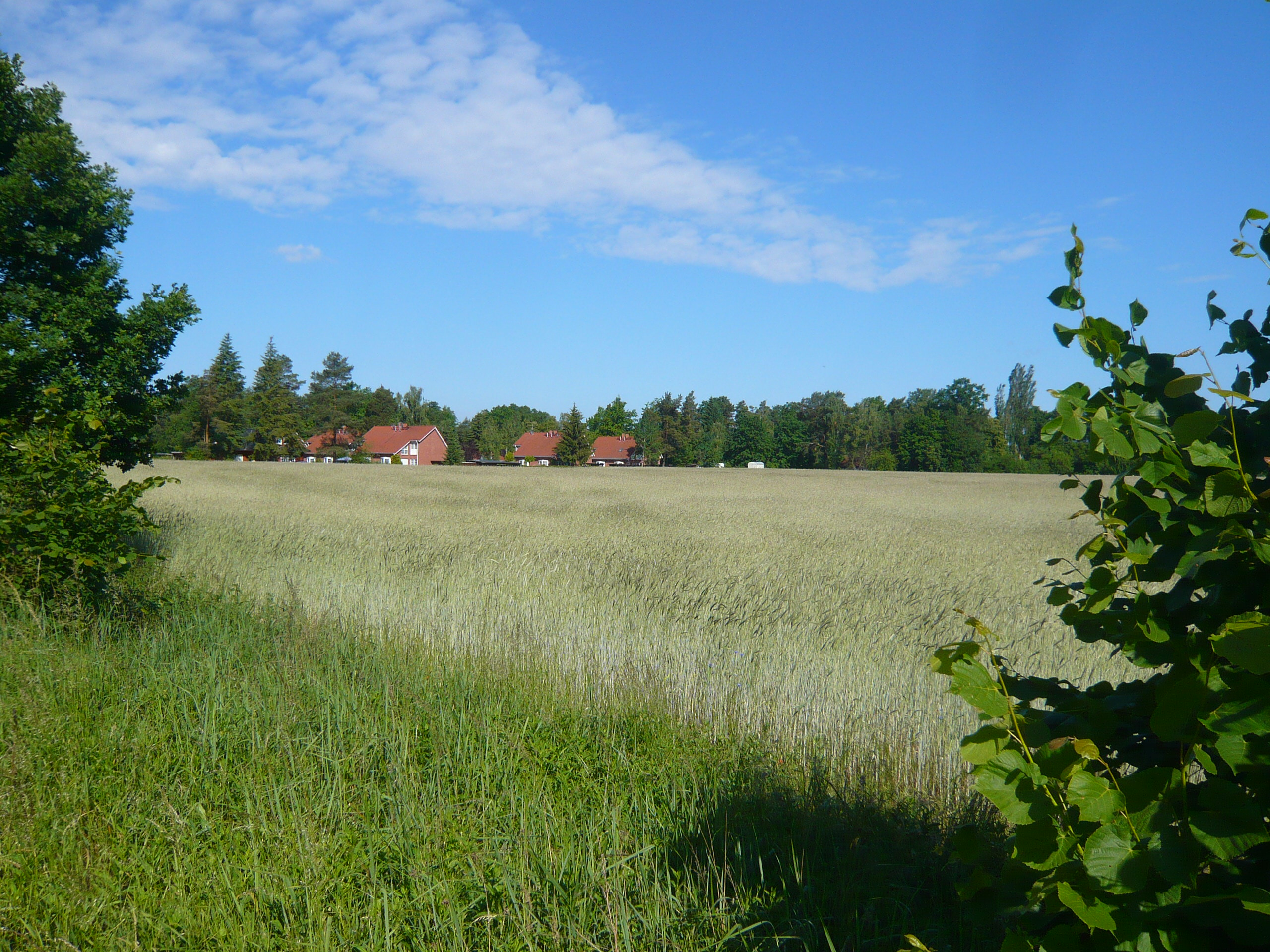
Einige Gebäude der eh. Künstlerkolonie Rahmersee, von der Kreisstraße aus gesehen; 2012

Am Südostufer entstand in den 1920er Jahren eine Künstlerkolonie, die amtlich zum damaligen Dorf Wandlitz gehörte. Diese erste Niederlassung wurde zur heutigen Kolonie Rahmersee, teilweise aus festen Villen, teilweise aus Wochenendhäusern bestehend. Sie wird schrittweise baulich erweitert. 
Am Nordostufer entwickelten sich später um die heutige Bundesstraße 273 herum auch Wohnsiedlungen. Das sind die Siedlung Am Rahmer See als Bestandteil des Ortes Wensickendorf und ein Wohngebiet zu Klosterfelde gehörend. 

### Badeanstalt

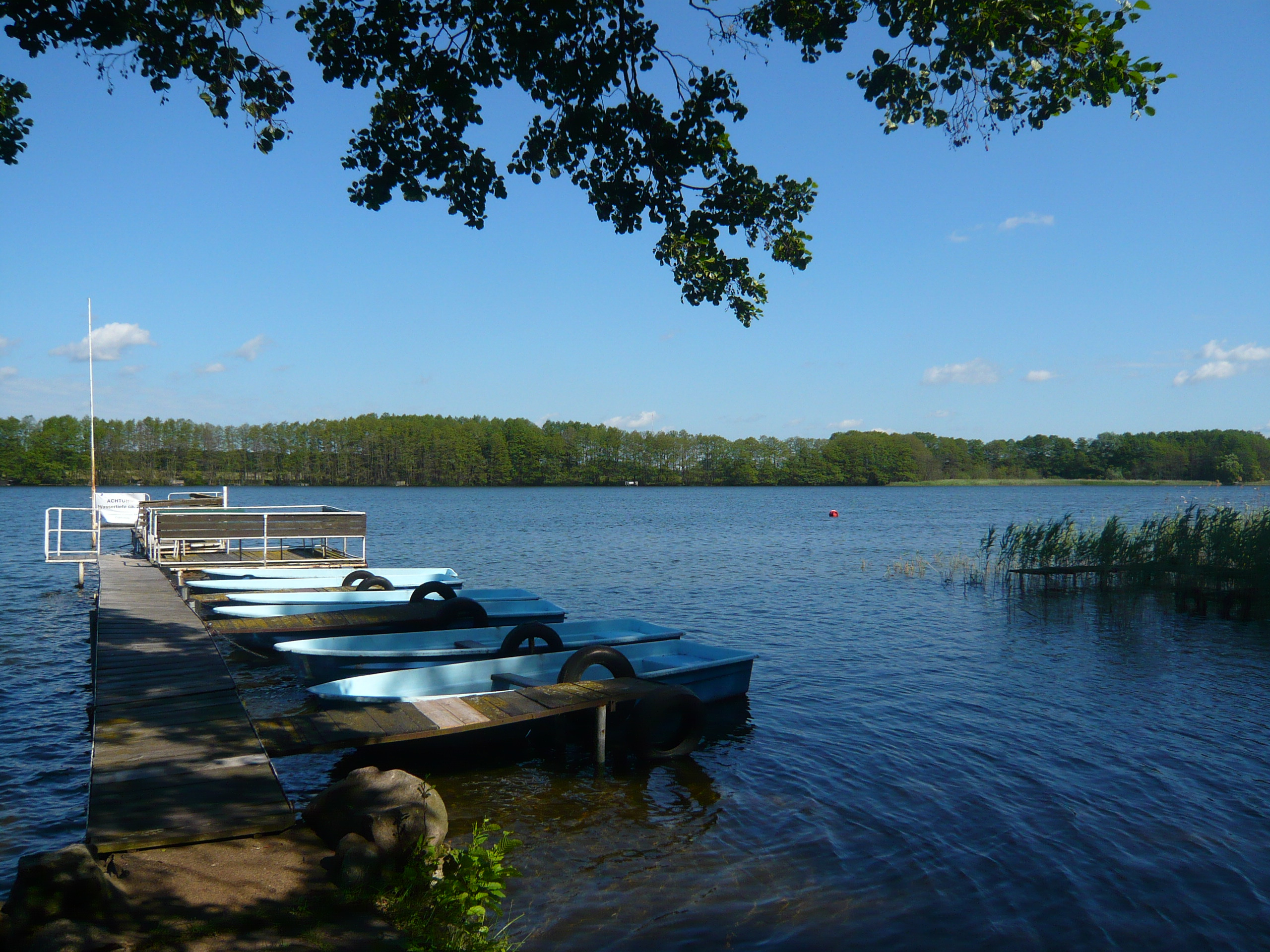
Badeanstalt

Im Südwestuferabschnitt legte die damalige Gemeinde eine Freibadeanstalt mit Bootsverleih an, die 1993 an einen Privatmann verpachtet wurde. Die Pächterfamilie betreibt das Strandbad Rahmer See einschließlich eines kleinen Imbissrestaurants als naturnahe Freizeiteinrichtung. Das Freibad verfügt über einen kindergeeigneten flachen Wasserzugang, einen Steg, Sprungturm und zwei Rutschen. Außerdem gibt es einen Beachvolleyball-Platz, Tischtennisplatten und einen Bootsverleih.

### Verkehr um den See
Nicht direkt am See, aber in geringer Entfernung seiner Ufer verlaufen zwei Straßen, die das Gebiet erschließen: Die Bundesstraße 273 (nördlich) und die Kreisstraße K6004 mit dem Straßenzug Wandlitzer Chaussee–Zühlsdorfer Chaussee (südlich). Hier verkehrt auch eine Omnibuslinie.